# ماركو مارزانو
ماركو مارزانو (بالإيطالية: Marco Marzano)‏ ولد بتاريخ 10 يونيو 1980 في إيطاليا، هو دراج إيطالي سابق في صنف سباق الدراجات على الطريق.

## وصلات خارجية
- الموقع%20الرسمي

## روابط خارجية
- ماركو مارزانو على موقع الاتحاد الدولي للدراجات (الإنجليزية)
- ماركو مارزانو على موقع أرشيف الدراجات (الإنجليزية)
- ماركو مارزانو على موقع إحصائيات الدراجات الإحترافية (الإنجليزية)
- ماركو مارزانو على موقع نسبة الدراجات (الإنجليزية)